# Tormenta tropical Marco (1990)
La tormenta tropical Marco fue el único ciclón tropical que tocó tierra en los Estados Unidos durante la temporada de huracanes del Atlántico de 1990. Marco, la decimotercera tormenta nombrada de la temporada, se formó a partir de una borrasca en la costa norte de Cuba el 9 de octubre, y siguió hacia el noroeste a través del este Golfo de México. Con la mayor parte de su circulación sobre la parte occidental de Florida, la tormenta tropical Marco produjo vientos de 100 km/h (62 mph) sobre tierra. Sin embargo, se debilitó a una depresión tropical antes de trasladarse a tierra cerca de Cedar Key. El ciclón se combinó con un frente frío y los restos del huracán Klaus para producir fuertes lluvias en Georgia y las carolinas. Después de interactuar con el cercano huracán Lili, Marco continuó hacia el norte hasta que fue absorbido por un frente frío el 13 de octubre.
En Florida, el ciclón provocó la inundación de algunas casas y carreteras. Las precipitaciones a lo largo de su trayectoria alcanzaron un máximo de 500 mm (20 plg) en Louisville, Georgia, aunque varios lugares recibieron más de 250 mm (10 plg) de precipitación. Las inundaciones causaron un total de 12 muertes, en su mayoría por ahogamiento, así como $57 millones en daños (1990 USD, $133 millones 2025 USD).

## Historia meteorológica
A primeras horas del 6 de octubre, persistía un área de baja presión y circulación sobre el este de Cuba en los niveles medios de la atmósfera. La borrasca se desplazó hacia el oeste e interactuó con el Huracán Klaus al este. Inicialmente un ciclón extratropical, el sistema se organizó gradualmente hacia la superficie, y el 9 de octubre, la borrasca desarrolló una circulación de bajo nivel; a las 1200 UTC el Centro Nacional de Huracanes lo clasificó como la depresión tropical Quince mientras se ubicaba cerca de la ciudad cubana de Caibarién, aunque el ciclón era inicialmente subtropical. Al este, la tormenta tropical Klaus continuó debilitándose; la depresión absorbió la mayor parte de Klaus y se convirtió en el sistema dominante. La tormenta avanzó paralela a la costa de Cuba antes de virar hacia el norte y cruzar los Cayos de Florida, donde se intensificó hasta convertirse en la tormenta tropical Marco a unos 55 km (34 mi) sur-sureste de Cayo Hueso, Florida.

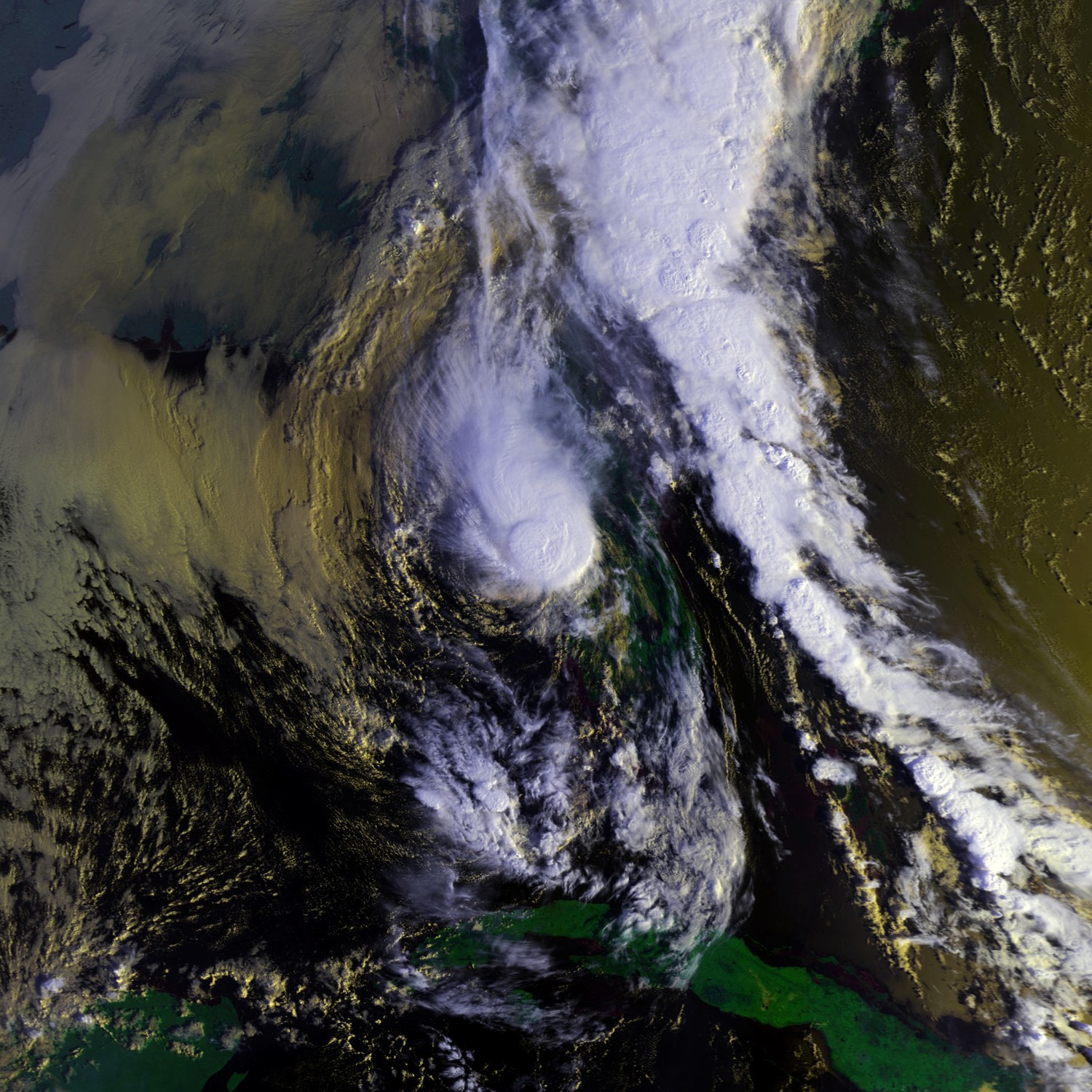
La tormenta tropical Marco en su máxima intensidad se extiende a ambos lados de la costa oeste de Florida el 11 de octubre

Después de pasar a mitad de camino entre Cayo Hueso y Dry Tortugas, la tormenta tropical Marco adoptó una trayectoria constante hacia el norte y rápidamente se intensificó, alcanzando vientos máximos de 100 km/h (62 mph) el 11 de octubre, cuando todavía estaba al suroeste de Englewood, Florida. El centro de la tormenta continuó en paralelo en alta mar durante otras seis horas después de alcanzar su intensidad máxima, hasta que alcanzó una posición a unos 10 km (6 mi) al oeste de Bradenton Beach; aunque el centro de la tormenta permaneció en alta mar, gran parte de su circulación fue sobre tierra. Inicialmente, aún se pronosticaba que la tormenta se trasladaría a tierra entre Fort Myers y Sarasota. Sin embargo, el ciclón continuó su trayectoria hacia el norte, el centro permaneció en alta mar y se debilitó a una depresión tropical antes de tocar tierra cerca de Cedar Key a principios del 12 de octubre.
Después de tocar tierra, el ciclón aceleró su velocidad de avance hacia el norte, debilitándose en intensidad y, a las 1200 UTC del 12 de octubre, Marco se convirtió en un ciclón extratropical. Giró hacia el noreste y el este a través de Carolina del Sur, siguiendo detrás del Huracán Lili hacia el noreste. Durante un tiempo, la proximidad del sistema a Lili dio como resultado indicios del efecto Fujiwhara, en el que dos ciclones tropicales parecen girar uno alrededor del otro. Un frente frío situado al norte de la tormenta absorbió a la debilitada borrasca el 13 de octubre, aunque la humedad de los restos de Marco dejaron caer fuertes lluvias en el sureste de los Estados Unidos durante otro día más.

## Preparativos
Se emitió una advertencia de tormenta tropical para la costa oeste de Florida desde Cayo Hueso hasta Apalachicola en algún momento durante la existencia del ciclón. Además, se emitió un aviso de tormenta tropical para la costa este desde Vero Beach hacia el norte hasta Fernandina Beach. Antes de la llegada de Marco, las escuelas primarias estaban cerradas en las tres islas barrera en el Condado de Lee. El gobernador de Florida Bob Martinez ordenó el cierre de las oficinas estatales en el área de la bahía de Tampa, y también decidió no abrir la Universidad del Sur de Florida y los colegios comunitarios cercanos. Las escuelas públicas no se abrieron el día del paso de la tormenta en los condados de Manatee y Sarasota, aunque la mayoría de las otras escuelas permanecieron abiertas. Mientras la tormenta avanzaba hacia el norte, el Servicio Meteorológico Nacional emitió una alerta de inundación para gran parte de Georgia. Más tarde se emitió una alerta de inundación para las partes occidentales de las Carolinas y para elevaciones altas en Virginia y Virginia Occidental.

## Impacto

### Florida

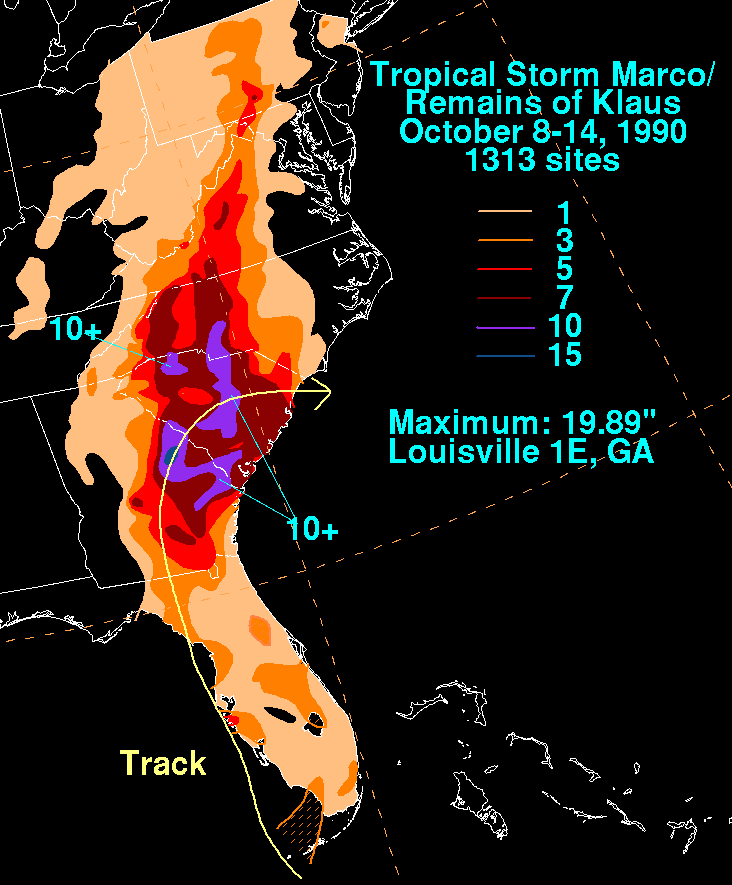
Resumen de precipitaciones para la tormenta tropical Marco

Con la mayor parte de su circulación sobre la parte occidental de Florida durante toda su existencia, la tormenta tropical Marco produjo vientos de 63 a 120 km/h (39 a 75 mph) en el oeste de Florida. Mientras rozaba la costa, la tormenta desarrolló fuertes bandas de lluvia convectivas, que dieron lugar a vientos máximos sostenidos de 110 km/h (68 mph) con ráfagas de 140 km/h (87 mph) en el Sunshine Skyway Bridge; el puente se cerró después de que las ráfagas alcanzaran 115 km/h (71 mph). La tormenta generó cuatro tornados en el estado, uno de los cuales golpeó la ciudad de Crystal River, destruyó una casa móvil y dejó a 2.000 personas sin electricidad durante aproximadamente una hora. Los daños causados por la tormenta dejaron a unos 25.000 clientes en todo el estado sin electricidad y a unas 40 familias temporalmente sin hogar.
Paralelamente a la costa, la tormenta produjo una ligera marejada ciclónica que alcanzó un máximo de 0,8 m (2,6 pies) por encima de lo normal en Sanibel. En algunos lugares, el oleaje aumentó rápidamente y, a pesar de la geografía inusual en el área, los niveles de lluvia variaron solo en 250 mm (9,8 plg) con los niveles pronosticados por el modelo SLOSH. La marejada y las olas causaron erosión en la playa. Lluvias de moderadas a intensas cayeron en el oeste de Florida, con un máximo de 156 mm (6,1 plg) cerca de Bradenton; sin embargo, la lluvia fue beneficiosa después de un verano muy seco, debido a que cayó rápidamente, aunque esta cantidad de precipitación no logró aliviar las restricciones de agua en el área. La tormenta provocó algunas inundaciones a su paso, incluidas varias casas en el condado de Manatee y dos carreteras federales. Los daños en todo el estado totalizaron 3 millones (1990 USD, 7 millones 2025 USD), de los cuales un millón (1990 USD, 2.33 millones 2025 USD) fue en el condado de Manatee.

### Georgia
Cuando los remanentes de Marco entraron en Georgia, se combinaron con la humedad remanente del Huracán Klaus y un frente frío de movimiento lento, que causó grandes cantidades de precipitación en la parte este del estado. Alcanzaron un máximo de 505 mm (19,9 plg) en una estación meteorológica cerca de Louisville, donde más de 400 mm (15,7 plg) cayeron en un período de 24 horas. En Augusta, 71 mm (2,8 plg) de lluvias cayeron en una hora, lo que obligó a la evacuación de unas 300 personas. Algunas carreteras en el este de Georgia se inundaron hasta 1,8 m (5,9 pies) de profundidad, y los agentes de la policía de Augusta rescataron a personas en automóviles inundados. La inundación provocó algunos cortes de energía. En el diluvio, cinco personas se ahogaron, y 450 quedaron sin hogar. Los restos de la tormenta generaron un tornado en el condado de Brantley, que destruyó 25 viviendas desocupadas. Los daños en Georgia totalizaron 42 millones (1990 USD, 98 millones 2025 USD). El 19 de octubre de 1990, el presidente George H. W. Bush declaró varios condados de Georgia como áreas de desastre federal, lo que permitió el uso de fondos de emergencia para las víctimas.

### Las Carolinas
Las fuertes lluvias continuaron hacia el norte en las Carolinas. Gran parte de Carolina del Sur experimentó más de 175 mm (6,9 plg) de precipitación; en todo el estado, la precipitación alcanzó un máximo de 355 mm (14,0 plg) en Pageland. Los totales más altos en 100 años en algunos lugares también puso fin a una severa sequía. En la inundación, fallaron 80 puentes en el estado; en total, más de 120 puentes fueron cerrados, dañados o destruidos. En Carolina del Sur, el sistema causó tres muertes por ahogamiento; los daños totalizaron 12 millones (1990 USD 28 millones 2025 USD). En Carolina del Norte, la lluvia alcanzó 273 mm (10,7 plg) en Albemarle. La tormenta causó directamente dos muertes en Carolina del Norte, e indirectamente causó dos muertes por accidentes de circulación.

### En otras partes
Las precipitaciones de los remanentes combinados de Marco y Klaus se extendieron hasta el valle del río Ohio, con 93 mm (3,7 plg) registrados cerca de Mountain City, Tennessee. Las lluvias totales fueron de 50 a 125 mm (2 a 4,9 plg) repartidos por el noroeste de Virginia, el oeste de Maryland, el este de Virginia Occidental, y el Valle de Susquehanna de Pennsylvania. En Nueva York, la lluvia combinada con la humedad de El huracán Lili, provocó inundaciones que cerraron una parte de una vía férrea y una carretera.